# 쌈디 (프로게이머)
쌈디(본명: 이재훈, 2001년 3월 14일 ~ )는 대한민국의 리그 오브 레전드 프로게이머로 아이디는 SamD이다. 포지션은 AD 캐리이다.

## 선수 생활
2020년 1월, 쑤닝의 2군팀에 입단했다. 2020년 5월에는 빅토리 파이브로 임대를 떠났다. 서머 시즌 팀의 주전으로 출전하면서 팀의 포스트시즌 진출에 기여했다.
2021시즌을 앞두고 썬더 토크 게이밍에 입단했다. 스프링 시즌에서는 좋지 못한 모습을 보여주었다. 서머 시즌에서도 그다지 좋지 못한 모습을 보여주었다.
2022시즌을 앞두고 한화생명 e스포츠에 입단했다. 입단 이후 팀의 주전 원딜러로 낙점받았다. 하지만 스프링 시즌 동안 불안한 모습을 계속해서 보여주었다. 서머 시즌에서도 좋지 않은 모습은 계속해서 이어졌으며 서머 5주차를 앞두고 2군으로 샌드다운되었다. 이후 7주차를 앞두고 다시 1군에 콜업되었다. 2022시즌 종료 후 팀에서 퇴단했다.
2023시즌을 앞두고 에스트랄 e스포츠에 입단했다.

## 소속팀
| # | 팀명             | 소속 기간             | 소속 리그 | 비고 |
| - | ---------------- | --------------------- | --------- | ---- |
| 1 | 쑤닝             | 2020.01.24~2020.12.17 | LPL       |      |
| 2 | 빅토리 파이브    | 2020.05.24~2020.10.11 | LPL       |      |
| 3 | 썬더 토크 게이밍 | 2020.12.17~2021.11.16 | LPL       |      |
| 4 | 한화생명 e스포츠 | 2021.12.07~2022.11.22 | LCK       |      |
| 5 | 에스트랄 e스포츠 | 2022.12.18~           | LLA       |      |

## 사건 및 사고

### 계정 공유로 인한 제재
2022년 11월 17일, 쌈디가 프로게이머 생활 중 지인에게 본인 명의의 계정을 공유한 것으로 확인되어, LCK 사무국은 벌금 300만원을 부과했다.